# Миланко Чобовић
Миланко Чобовић (Русановићи, општина Рогатица 1959). По избијању ратних сукоба на овим просторима ставио се у одбрану Српства и има статус борца прве категорије. Живи на Палама,ожењен ,отац двоје одрасле дјеце.
Биографија
Миланко Чобовић у слободно вријеме бави се писањем. Основну школу завршио је на Стјеницама,средњу Машинско-техничку на Палама,те факултет Политичких наука у Сарајеву. Аутор је и три гусларске пјесме које су снимљене у аудио и видео верзији: Волим тебе,Романијо горо, коју је отпјевао народни гуслар Милован Срдановић, Ранку Јаковљевићу, коју је отпјевао народни гуслар Васо Ђондовић и Крвава Жепа, коју је отпјевало десет гуслара Гусларског друштва Старина Новак Пале.
Библиографија
Гусларске пјесме(1997) ,
Епске народне пјесме из отаџбинског рата(1998) ,
Волим тебе,Романија горо(2001),
Романијо ,подгорјели крају (2007),
Чобовићи, породично стабло (2008),
Сочице и Сочичани (2009),
Монографија Сочица у општини Рогатици (2010),
Чобовићи рода Вукотића (2016),
Рођени да вјечно живе (2021),
Рођени да вјечно живе ( Споменица добровољцима у Великом рату) ,други дио (2023).
Рођени да вјечно живе
У књизи сам обухватио читаву Сарајевско – романијску регију, од Рогатице, Хан Пијеска, Сокоца, Пала, Источног Старог Града, до Трнова, Хаџића, Илијаша и свих градских општина. Нико до сада није на једном мјесту објединио толико добровољаца до сада. Прикупио сам податке о 2.007 добровољаца и о још 51 особи са овога подручја, који се доводе у везу са Младом Босном. Прикупљено је укупно 455 њихових фотографија, а ту су подаци и спискови о побијеним, страдалим у логорима, онима којима је одузето БиХ држављанство јер су се придружили српској војсци, спискови оних који су побијени у аустругарској војсци, који су заробљени, рањени и слично. У књизи су подаци за 7.200 имена, па мислим да мало која породица са овог подручја ту неће наћи неког свог претка.
Рођени да вјечно живе ( Споменица добровољцима у Великом рату) ,други дио
Књига Рођени да вјечно живе ( Споменица добровољцима у Великом рату) ,други дио, наставак је раније започетих истраживања о јунацима и истинским патриотама са простора Сарајевскo-романијске регије који за слободу српског рода нису жалили дати ни свој живот.
Осим Сарајевско-романијске регије ,други дио књиге Рођени да вјечно живе, обухвата и бивше срезове Власенице, Вишеграда, Чајнича и Фоче. Отклоњене су и неке грешке које су се поткрале у првој књизи, а прикупљени су подаци и за још 1452 добровољца. Све је то употпуњено са још 104 нове фотографије, а сачињени су и спискови 766 особа које су страдале у неком од аустроугарских логора за Србе, двије стотине и једне особе страдале од шуцкора, 473 особе које су погинуле од аустроугарске војске, 1020 особа којима су припадници аустроугарске власти одузеле босанскохерцеговачко држављанство због тога што су отишле из БиХ са српском војском. Све у свему, у књизи се помиње нових 4107 имена што укупно са именима из првог дијела књиге износи 11298 имена.